# Aroldo Bonzagni

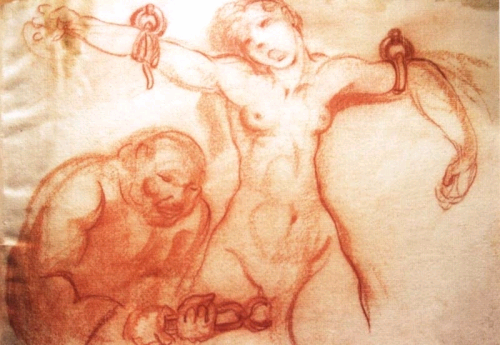
Scena tortur kobiety

Aroldo Bonzagni (ur. 24 września 1887 w Cento, zm. 30 grudnia 1918 w Mediolanie) – włoski malarz, grafik i ilustrator, związany przez krótki okres z futuryzmem.

## Życiorys
Do 1909 studiował na Accademia di Belle Arti di Brera w Mediolanie, gdzie zapoznał się m.in. z Carlo Carrą. Zapisał się także do stowarzyszenia Familia Artistica, gdzie poznał z kolei Umberto Boccioniego oraz Luigi Russolo i miało to wpływ na jego początkową formację futurystyczną. Był jedną z osób, które 11 lutego 1910 podpisały Manifest futuryzmu. W marcu 1910 wziął też udział w wystawie zorganizowanej w przestrzeniach stowarzyszenia Familia Artistica, jednak w końcówce tego roku wystąpił z ruchu futurystycznego.
Przeprowadził się do Ameryki Południowej, gdzie mieszkał kilka lat, by powrócić do Mediolanu. Do końca życia malował głównie sceny z życia codziennego tego miasta i do dziś uchodzi za malarza mediolańskiej ulicy.